# 1998 en jeu vidéo
La page 1998 en jeu vidéo récapitule les évènements importants qui se sont produits au cours de l'année 1998 dans le domaine du jeu vidéo.
1998 est considérée comme une des années les plus remarquables pour le jeu vidéo, voire la meilleure,,. Parmi les évènements les plus marquants, l'introduction de la sixième génération de consoles avec la Dreamcast, ou encore les sorties de Metal Gear Solid, The Legend of Zelda: Ocarina of Time ou Sonic Adventure, qui marquent le passage à la 3D pour leurs séries respectives. De nouvelles franchises apparaissent, comme Banjo-Kazooie, Spyro the Dragon ou Tenchu. C'est aussi une année majeure pour le jeu sur ordinateur, avec entre autres les sorties d’Half-Life, de StarCraft, de Fallout 2, de Grim Fandango ou encore d’Unreal, dont le moteur, l'Unreal Engine, connaîtra de nombreuses déclinaisons par la suite. 1998 voit aussi la parution de nombreuses suites de jeux à succès, comme Resident Evil 2, Tomb Raider III, Crash Bandicoot 3: Warped, Turok 2, Suikoden II ou encore Oddworld : L'Exode d'Abe. Enfin, 1998 marque l'arrêt de production de la Saturn, sur laquelle sortent notamment Shining Force III, Panzer Dragoon Saga ou Radiant Silvergun.

## Principales sorties de jeux

### Sortie de la Game Boy Color
La Game Boy Color de Nintendo sort le 21 octobre 1998 au Japon, puis le 18 novembre 1998 en Amérique du Nord, et le 23 novembre 1998 en Europe. Avec son écran en couleurs, la console portable représente la première évolution majeure apportée à la Game Boy, sortie presque dix ans auparavant. La Game Boy Color est rétrocompatible avec le catalogue de jeux Game Boy déjà existant. Tetris DX et Wario Land II font partie des premiers titres à paraître sur la console, sur laquelle verront le jour des titres comme The Legend of Zelda: Link's Awakening DX, Super Mario Bros. Deluxe, R-Type DX, Pokémon Or et Argent, Wario Land 3, The Legend of Zelda: Oracle of Seasons et Oracle of Ages, et des adaptations de franchises davantage assimilées à la PlayStation, avec par exemple Metal Gear Solid: Ghost Babel, Tony Hawk's Skateboarding, Tomb Raider ou Resident Evil Gaiden. La Game Boy Advance lui succède en 2001,.

### Sortie de la Neo Geo Pocket
Le 28 octobre 1998, soit une semaine après la sortie de la Game Boy Color, SNK sort sa première console portable, la Neo Geo Pocket, au Japon. Son écran est monochrome, contrairement à celui de sa concurrente directe. La Neo Geo Pocket est considérée comme un échec, et ne franchira jamais les frontières nippones. Elle est remplacée quelques mois plus tard par la Neo Geo Pocket Color.

### Sortie de la Dreamcast
La Dreamcast de Sega sort le 27 novembre 1998 au Japon. C'est la première console de salon de sixième génération, dite « 128-bits », à être commercialisée. Elle succède à la Saturn, considérée comme un échec commercial, et dont la production est arrêtée la même année. Les jeux qui accompagnent le lancement japonais de la Dreamcast sont Godzilla Generations, July, Pen Pen TriIcelon et Virtua Fighter 3tb. Le lancement japonais est jugé décevant, à cause de la faible qualité globale des quatre titres proposés, et du report de plusieurs semaines de jeux très attendus comme Sonic Adventure ou Sega Rally 2. La Dreamcast sort le 9 septembre 1999 (9/9/99) en Amérique du Nord, et le 14 octobre 1999 en Europe. Souvent jugée en avance sur son temps, la Dreamcast est la première console permettant de jouer en ligne et d'accéder à internet. Parmi les jeux majeurs de sa ludothèque, on peut citer SoulCalibur, Crazy Taxi, Jet Set Radio, Shenmue, Resident Evil: Code Veronica ou encore Skies of Arcadia et Sonic Adventure 2. Sa production est arrêtée en 2001, et Sega se consacrera ensuite exclusivement au développement et à l'édition de jeux,,,.

## Principales sorties de jeux
| Date         | Jeu                                         | Plateforme        | Réf.   |
| ------------ | ------------------------------------------- | ----------------- | ------ |
| 21 janvier   | Final Fantasy VII                           | PlayStation       | [ 10 ] |
| 11 février   | Xenogears                                   | PlayStation       | [ 11 ] |
| 26 février   | Tenchu: Stealth Assassins                   | PlayStation       | [ 12 ] |
| 28 février   | 1080° Snowboarding                          | Nintendo 64       | [ 13 ] |
| 29 mars      | Parasite Eve                                | PlayStation       | [ 11 ] |
| 31 mars      | StarCraft                                   | Microsoft Windows | [ 14 ] |
| 14 mai       | Panzer Dragoon Saga                         | Saturn            | [ 15 ] |
| 22 mai       | Unreal                                      | Microsoft Windows | [ 16 ] |
| 2 juin       | Shining Force III                           | Saturn            | [ 15 ] |
| 30 juin      | Banjo-Kazooie                               | Nintendo 64       | [ 17 ] |
| 14 juillet   | F-Zero X                                    | Nintendo 64       | [ 18 ] |
| 15 juillet   | Colin McRae Rally                           | PlayStation       | [ 19 ] |
| 30 juillet   | SoulCalibur                                 | Arcade            | [ 20 ] |
| 31 juillet   | Heart of Darkness                           | PlayStation       | [ 21 ] |
| 3 septembre  | Metal Gear Solid                            | PlayStation       | [ 6 ]  |
| 10 septembre | Spyro the Dragon                            | PlayStation       | [ 11 ] |
| 29 octobre   | Fallout 2                                   | Microsoft Windows | [ 22 ] |
| 30 octobre   | Grim Fandango                               | Microsoft Windows | [ 23 ] |
| 31 octobre   | Age of Empires: The Rise of Rome            | Microsoft Windows | [ 24 ] |
| 31 octobre   | Crash Bandicoot 3: Warped                   | PlayStation       | [ 11 ] |
| 20 novembre  | Half-Life                                   | Microsoft Windows | [ 25 ] |
| 20 novembre  | Tomb Raider 3 : Les Aventures de Lara Croft | Microsoft Windows | [ 26 ] |
| 21 novembre  | The Legend of Zelda: Ocarina of Time        | Nintendo 64       | [ 27 ] |
| 1er décembre | Dark Project : La Guilde des voleurs        | Microsoft Windows | [ 28 ] |
| 7 décembre   | Star Wars: Rogue Squadron                   | Microsoft Windows | [ 29 ] |
| 10 décembre  | Turok 2: Seeds of Evil                      | Microsoft Windows | [ 30 ] |
| 17 décembre  | Suikoden II                                 | PlayStation       | [ 3 ]  |
| 18 décembre  | Mario Party                                 | Nintendo 64       | [ 31 ] |
| 21 décembre  | Baldur's Gate                               | Microsoft Windows | [ 2 ]  |
| 23 décembre  | Sonic Adventure                             | Dreamcast         | [ 32 ] |

## Autres sorties
- 28 janvier : sortie de Final Fantasy Tactics en Amérique du Nord sur PlayStation[29].
- Février : sortie de Battlezone sur PC[11].
- 26 mars : sortie de Tekken 3 sur PlayStation au Japon. Le jeu sort ensuite le 29 avril en Amérique du Nord et le 11 septembre en Europe[33].
- Mars : sortie de Need for Speed III : Poursuite infernale sur PlayStation et PC[11],[31].
- 28 avril : sortie de Sanitarium sur PC[34].
- Avril : sortie de Forsaken sur PC, PlayStation et Nintendo 64[11].
- 8 mai : sortie de Gran Turismo sur PlayStation en Europe, puis le 12 mai en Amérique du Nord[35],[10].
- 25 juin : sortie du portage PC de Final Fantasy VII[36].
- 29 juin : sortie de Street Fighter Alpha 3 en arcade. Le jeu est ensuite porté sur PlayStation, Dreamcast et Saturn[20].
- 16 juillet : sortie de Deep Fear sur Saturn au Japon. Le jeu sort en Europe le 18 septembre[37], où il est le dernier à paraître officiellement sur cette console[38],[39].
- 11 août et 1er septembre : sortie d’International Superstar Soccer '98 et d’ISS Pro '98, sur Nintendo 64 et PlayStation respectivement[40].
- 21 août : sortie de Rainbow Six sur PC[41],[29].
- 26 septembre : sortie de Dance Dance Revolution en arcade au Japon. L'année suivante, le jeu est porté sur PlayStation, et sort en arcade en Amérique du Nord et en Europe[31],[42],[43].
- 30 septembre : sortie de Caesar III sur PC[11].
- 30 septembre : sortie de Pokémon Rouge et Bleu sur Game Boy en Amérique du Nord[31],[44].
- 9 octobre : sortie de MediEvil sur PlayStation en Europe, puis le 21 octobre en Amérique du Nord[45],[46].
- 31 octobre : sortie de Colony Wars: Vengeance sur PlayStation[11],[10].
- 14 novembre : sortie de The Elder Scrolls Adventures: Redguard sur PC[11].
- Novembre : sortie de Wipeout 64 sur Nintendo 64[18].
- Novembre : sortie d'Oddworld : L'Exode d'Abe sur PlayStation et PC[11].

## Principaux évènements
- L'E3 1998, 3e édition du salon, se déroule du 28 au 30 mai 1998 à Atlanta[6].
- L'Academy of Interactive Arts and Sciences inaugure les Interactive Achievement Awards, des prix visant à récompenser les meilleurs œuvres vidéoludiques et leurs créateurs. Shigeru Miyamoto est la première personnalité à rejoindre le Hall of Fame de l'AIAS[47],[46],[48].
- Eidos Interactive rachète Crystal Dynamics pour 47,5 millions de dollars[49].
- Rockstar Games est créé en décembre à la suite du rachat de BMG Interactive par Take-Two[8].
- En France, création de la chaîne Game One[5],[36].
- Sortie de l'Expansion Pak (ou Ram Pak) de la Nintendo 64, permettant d'améliorer les performances techniques des jeux compatibles[6],[5].
- Le Cinquième Élément, adaptation vidéoludique du film éponyme, et Apocalypse, un jeu issu d'une nouvelle franchise originale, sortent à quelques semaines d'intervalle. Pour des raisons de droits, Bruce Willis, protagoniste du Cinquième Élement, est totalement absent de l'adaptation vidéoludique du film, mais est en revanche intégralement modélisé et audible dans Apocalypse[50],[5].
- La British Academy of Film and Television Arts organise la première cérémonie des BAFTA Interactive Entertainment Awards (en), reconnaissant de ce fait le jeu vidéo comme une forme d'art au même titre que le cinéma et la télévision[51],[52].

## Meilleures ventes
La liste des meilleures ventes de jeux sur console au Japon :
| Classement | Titre                                     | Support        | Nombre d'unités |
| ---------- | ----------------------------------------- | -------------- | --------------- |
| 1          | Resident Evil 2                           | PlayStation    | 2 155 266       |
| 2          | Pokémon Rouge et Bleu                     | Game Boy       | 1 739 391       |
| 3          | Gran Turismo                              | PlayStation    | 1 495 761       |
| 4          | Pokémon Jaune                             | Game Boy Color | 1 266 675       |
| 5          | Dragon Quest Monsters: Terry's Wonderland | Game Boy Color | 1 224 039       |
| 6          | Tekken 3                                  | PlayStation    | 1 186 119       |
| 7          | Parasite Eve                              | PlayStation    | 994 560         |
| 8          | Yu-Gi-Oh Duel Monsters                    | Game Boy Color | 937 800         |
| 9          | Xenogears                                 | PlayStation    | 892 015         |
| 10         | The Legend of Zelda: Ocarina of Time      | Nintendo 64    | 824 952         |